# Албинсон, Джордж
Джордж А́лбинсон (англ. George Albinson; 14 февраля 1897 — апрель 1976) — английский футболист, хавбек.

## Биография
Родился в Престуиче, графство Ланкашир. В марте 1919 года подписал любительский контракт с клубом «Манчестер Юнайтед», а в мае того же года — профессиональный контракт.Свой первый и единственный матч в основном составе клуба провёл 12 января 1921 года: это была переигровка первого раунда Кубка Англии против «Ливерпуля».
В мае 1921 года перешёл в соседний клуб «Манчестер Сити». Дебютировал в основном составе 7 сентября 1921 года в матче Первого дивизиона против «Ливерпуля». Всего провёл за «Сити» 3 матча (все — в рамках чемпионата).
В дальнейшем играл за клуб Третьего северного дивизиона «Кру Александра».
Умер в апреле 1976 года.

## Статистика выступлений
| Клуб              | Сезон            | Лига | Лига | Кубок | Кубок | Итого | Итого |
| Клуб              | Сезон            | Игры | Голы | Игры  | Голы  | Игры  | Голы  |
| ----------------- | ---------------- | ---- | ---- | ----- | ----- | ----- | ----- |
| Манчестер Юнайтед | 1920/21          | 0    | 0    | 1     | 0     | 1     | 3     |
| Манчестер Юнайтед | Итого            | 0    | 0    | 1     | 0     | 1     | 0     |
| Манчестер Сити    | 1921/22          | 3    | 0    | 0     | 0     | 3     | 0     |
| Манчестер Сити    | Итого            | 3    | 0    | 0     | 0     | 3     | 3     |
| Кру Александра    | 1923/24          | 11   | 0    | 0     | 0     | 11    | 0     |
| Кру Александра    | 1924/25          | 13   | 1    | 2     | 0     | 15    | 1     |
| Кру Александра    | Итого            | 24   | 1    | 2     | 0     | 26    | 1     |
| Всего за карьеру  | Всего за карьеру | 27   | 1    | 3     | 0     | 30    | 1     |